# Luzifer-Amor
Luzifer-Amor, selon son sous-titre « Revue d'histoire de la psychanalyse » (Zeitschrift zur Geschichte der Psychoanalyse),  est une revue allemande d'histoire de la psychanalyse fondée en 1988 sous l'impulsion de Gerd Kimmerle. De 2004 à 2014, le seul éditeur de la revue est le Berlinois Michael Schröter. Publiée aujourd'hui chez l’éditeur francfortois Brandes & Apsel, la revue est biannuelle et accessible sur Internet,. L'appellation Luzifer-Amor est tirée d'un extrait d’une lettre de Sigmund Freud à Wilhelm Fliess du 10 juillet 1900, .

## Historique
Luzifer-Amor. Zeitschrift zur Geschichte der Psychoanalyse est fondée en 1988, date de parution du N° 1 de la revue, publié à Tübingen (Bade-Wurtemberg, Allemagne) au Diskord Verlag (éd. Diskord), dirigé par Gerd Kimmerle,. Dans une première phase d'existence de la revue, Gerd Kimmerle est assisté par Bernd Nitzschke (1988-89, Cahier 1-3), Hanna Gekle (1989-95, cahier 4-16) et Ludger M. Hermanns (1996-2003, cahier 17-32). Chaque numéro ou « cahier / brochure » (Heft) est alors consacré à un thème, avec d'ores et déjà des publications de textes-sources, inédits ou oubliés.
En 2004 (à partir de Heft 33), Michael Schröter est le seul éditeur de la revue et il introduit quelques nouveautés. Dès lors, un comité consultatif composé de collègues « renommés » et spécialisés assiste activement la revue. Celle-ci est restée fondamentalement thématique, mais comporte désormais régulièrement dans la section intitulée « aus der Forschung » des articles ou textes consacrés à la « recherche » (Forschung), et dans une section « Petites communications », des contributions non reliées au thème.
De 2008 à 2015, le travail de rédaction de Luzifer-Amor est soutenu par la fondation Blum-Zulliger pour Freud et l'histoire de la psychanalyse à Berne (Suisse),. Depuis 2009, la revue est éditée par Brandes & Apsel, à Francfort-sur-le-Main (Allemagne) ; en 2012, la maison d'édition Brandes & Apsel a donné accès à la revue par voie électronique. En 2014, Ludger M. Hermanns exerce également la fonction d'éditeur de la revue avec Michael Schröter.
À l'automne 2018,  Michael Giefer ainsi que Rainer Herrn entrent aussi dans l'équipe éditoriale.

## Luzifer-Amoret la recherche en histoire de la psychanalyse
Dans son article intitulé « Histoire de la psychanalyse, histoire des sciences. Renouvellements et convergences », où elle part de l'examen de la revue anglaise Psychoanalysis and History, dont le directeur principal de 2005 jusqu'à sa mort en 2015 est John Forrester, historien et philosophe des sciences de l’Université de Cambridge, Anne Ber-Schiavetta rappelle qu'en 1988, deux revues consacrées à l’histoire de la psychanalyse font leur apparition : la Revue internationale d’histoire de la psychanalyse (sous la direction d'Alain de Mijolla) de langue française et Luzifer-Amor, de langue allemande. Quand Psychoanalysis and History paraît pour la première fois dix ans plus tard à la fin de 1998 en Grande-Bretagne, son but, similaire à celui d'Alain de Mijolla cité, est de recueillir et de diffuser des « études nouvelles », en même temps qu'il est précisé que la revue entend « renoncer aux lecteurs qui “tentent de tuer la psychanalyse en déclarant sa mort” pour s’adresser à ceux qui pensent que “l’élucidation de son histoire est le meilleur moyen de montrer sa vitalité” ». Des relations « très nourries » vont alors se développer avec la revue allemande Luzifer-Amor.
Depuis qu'en 2010, l’œuvre et la correspondance de Freud sont tombées dans le domaine public, la revue Luzifer-Amor « s’emploie à publier des textes méconnus ou inédits ». Dans son article de 2014, Renate Sachse rend compte du numéro 51 qui s'apparente, selon elle, à une « monographie critique », une exception inédite pour la revue: le numéro 51 est consacré dans sa totalité au texte important Jenseits des Lustprinzips (Au-delà du principe de plaisir) où Freud élabore le troisième temps de la théorie des pulsions et introduit la pulsion de mort (le Todestrieb) . En partant des deux manuscrits préparant chez Freud la version définitive de Jenseits des Lustprinzips, telle que cette dernière est donnée à lire dans les Gesammelte Werke (Œuvres complètes), les coauteurs du numéro, Ulrike May et Michael Schröter,  présentent une nouvelle édition où ils exposent « toutes les strates du texte depuis les deux premières versions autographes », ce qui représente en soi « un événement sans précédent », mais qui donne lieu à des controverses, notamment à une sévère critique d’Ilse Grubrich-Simitis (de) dans la revue de psychanalyse Psyche (de), Grubrich-Simitis étant connue pour ses travaux sur les manuscrits de Freud,,.
Afin de donner une vue d’ensemble du travail éditorial accompli, Renate Sachse présente à la fin de son article le sommaire du n° 51 de la revue Luzifer-Amor, où il apparaît que dans le premier manuscrit d' Au-delà le principe de plaisir écrit par Freud entre mi-mars et mi-avril 1919, il n'est question ni de « pulsion de mort », ni d'« eros ». La datation du deuxième manuscrit où s'élabore la « troisième théorie des pulsions » va de juillet 1919 à juillet 1920 et la version imprimée date de juillet et / ou août 1920.

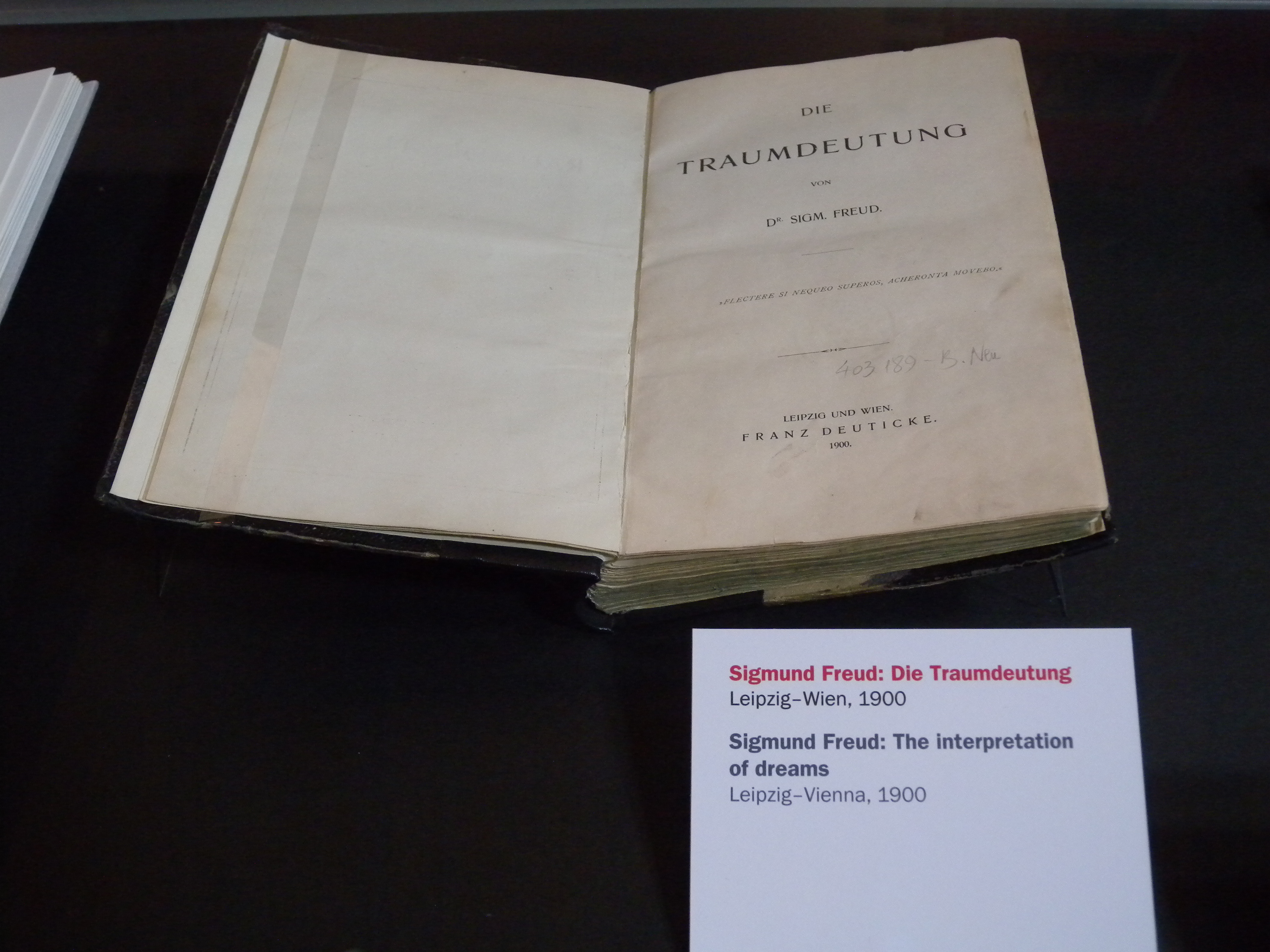
Freud, qui vient d'achever L'Interprétation du rêve, écrit le 10 juillet 1900 à Fliess qu'il se sent épuisé et inapte à s’attaquer de nouveau aux “grands problèmes”. […] Tout fluctue et s’assombrit, un enfer intellectuel, […] dans le noyau le plus obscur se distinguent les contours de Luzifer-Amor.